# ALF Tales
ALF Tales is een Amerikaanse animatieserie die liep van 1988 tot 1989. De serie is een spin-off van ALF: The Animated Series, die weer een spin-off is van Alf.

## Inhoud
Alf en zijn vrienden van Melmak spelen bekende sprookjes na, maar geven hier altijd hun eigen draai aan. Elke aflevering was bedoeld als parodie op een filmgenre. Zo werd de "Assepoester"-aflevering gedaan als een Elvis-film.
In sommige afleveringen kwam een vierde wand-effect voor, waarin Alf achter de schermen de aflevering voorbereid en benaderd wordt door Rob Cowan.

## Cast
- Paul Fusco - ALF (Gordon Shumway)
- Paulina Gillis - Augie/Rhonda
- Peggy Mahon - Flo
- Thick Wilson - Larson Petty/Bob
- Dan Hennessey - Sloop
- Rob Cowan (II) - Skip
- Don Francks - Overige stemmen
- Marvin Goldhar - Overige stemmen
- Greg Swanson - Overige stemmen
- Debra Theraker - Overige stemmen
- Michael Lamport - Overige stemmen
- Harvey Atkin - Overige stemmen
- Greg Morton - Overige stemmen
- Stephen Ouimette - Overige stemmen
- Andrew Sachs - Overige stemmen
- John Stocker - Overige stemmen
- Stuart Stone - Overige stemmen
- Chris Wiggins - Overige stemmen
- Marilyn Lightstone - Overige stemmen
- Richard Yearwood - Overige stemmen
- Eva Almos - Overige stemmen
- Jayne Eastwood - Overige stemmen
- Marla Lukofsky - Overige stemmen
- Nick Nichols - Overige stemmen
- Linda Sorensen - Overige stemmen
- Don McManus - Overige stemmen
- Ken Ryan - Overige stemmen
- Robert Bockstael - Overige stemmen
- Luba Goy - Overige stemmen
- Rick Jones - Overige stemmen
- Colin Fox - Overige stemmen
- Wendy Brackman - Overige stemmen
- John Koensgen - Overige stemmen
- Ron Rubin - Overige stemmen
- Peter Keleghan - Overige stemmen
- Len Carlson - Overige stemmen
- Alyson Court - Overige stemmen
- Darrin Baker - Overige stemmen

## Dvd
De eerste zeven afleveringen werden op dvd uitgebracht op 30 mei 2006 door Lions Gate Home Entertainment.